# Кипиа
Кипиа (также Кипия) — развалины укреплённого поселения X—XII века, впоследствии — средневекового замка XIII—XIV века. Расположены на горе Хаплу-Кая, 1 км к востоку от села Счастливое (бывший Биюк-Узенбаш).

## Описание
Крепость располагалась на небольшом скальном массиве размерами 250 м (с юго-запада на северо-восток) на 100 м (с северо-запада на юго-восток). Гора ограничена обрывами почти со всех сторон, лишь с юго-запада имеет проход шириной около 30 м. Крепостные стены (из бута на известковом растворе, толщиной 1,4—1,5 м, сохранившиеся на высоту до 1,4 м) прикрывали ближайшие подступы к исару, на самой скале каких-либо оборонительных сооружений нет. В северо-восточной части укрепления обнаружены развалины строений, часовня и несколько разрушенных плитовых могил. Часть построек (в том числе ещё одна церковь и некрополь) располагалась за стенами крепости. Археологические раскопки на городище не производились и в научной литературе оно не описано. Решением Крымского облисполкома № 712 от 15 января 1980 года руины крепости объявлены историческим памятником регионального значения.

## История изучения
Среди историков единственное описание замка оставил Пётр Кеппен в труде 1837 года «О древностях южнаго берега Крыма и гор Таврических»
…от деревни Бююк Ёзенбаша за 1 или 1,5 версты к востоку… при самом Бююк Ёзене находится большая скала Кипиа (Кипианан-Кая) на коей, как говорят татары, было генуэзское укрепление. …там доныне видны остатки стен.
Существует версия, что Кипиа был самым восточным замком княжества Феодоро на северных склонах Главной гряды Крымских гор, и что владетелю этого замка могла принадлежать и маленькая крепость Кучук-Узенбаш у дороги, шедшей из нынешнего села Многоречье к перевалу Лапата-Богаз, по которой можно было попасть на Южный берег в район нынешней Ялты: предполагают, что деревни Кучук-Узенбаш, Биюк-Узенбаш входили в удел владетеля замка Кипиа.